# Koszmosz–496
A Koszmosz–496 (oroszul: Космос–496) a Szojuz 7K–T űrhajó személyzet nélküli kísérleti repülése volt.

## Jellemzői
A Szojuz–11 szállította a Szaljut–1 űrállomás első személyzetét, visszatérés közben elszökött a levegő az űrkabinból, így a személyzet megfulladt. Belső terét jelentősen átalakították, a háromszemélyes változatot kétszemélyesre cserélték, így fel- és leszálláskor az űrhajósok űrruhában tartózkodhattak a felszálló űrkabinban/visszatérő modulban. A módosított 7K–T típusú űrhajó (GRAU-kódja: 11F615A8) első, 33A gyári sorozatszámú példánya. Az űrhajó napelemtáblái változatlanul alkalmazásra kerültek.

## Küldetés
1972. június 26-án a Bajkonuri űrrepülőtér 1-es indítóállásáról egy Szojuz (11A57) hordozórakétával juttatták pályára. Az orbitális egység alacsony Föld körüli pályán teljesített szolgálatot. A 89,5 perces elliptikus pálya elemei: perigeuma 188 kilométer, apogeuma 317 kilométer, tömege 6570 kilogramm volt.
Július 2-án 6 napos orbitális pályán történő tartózkodás után belépett a légkörbe, a leszállás hagyományos módon – ejtőernyős leereszkedés – történt, a kijelölt körzetben ért Földet.